# Orakelnatten
Orakelnatten (Oracle night)  är en  roman av den amerikanske författaren Paul Auster utgiven 2003.

## Handling
Romanen handlar om en författare som heter Sidney Orr (en förkortad, amerikaniserad variant av det polska efternamnet Orlovsky). Efter att ha gjort en mirakulös återhämtning från en nära dödlig sjukdom köper han en ny anteckningsbok och börjar skriva en berättelse om en man som helt förändrat sitt liv när han insett hur mycket av hans tillvaro som styrts av tillfälligheter.
Grunden för berättelsen är hur Sidney Orr försöker komma tillbaka till sitt liv och börja skriva igen, men samtidigt händer en hel del andra saker i hans liv. Läsaren får inte bara följa Sidneys arbete och personliga liv, utan i viss mån även livet för personen i romanen som han skriver. Sidney drabbas av en rad livsförändrande händelser och han måste, liksom den fiktiva karaktären han skriver om, ta itu med problem och frågor som han tidigare (kanske omedvetet) har undvikit under flera år.

## Personer
Huvudpersonen Sidney Orr, delar många likheter med Paul Auster själv. De är båda bosatta i Brooklyn, medelålders, gifta, och, naturligtvis, författare. Vissa likheter mellan Auster och en annan person i Orakelnatten – John Trause – är också uppenbara. Trause, som är ett anagram av Auster, bodde liksom Auster i Paris under en period av sitt liv.